# Grote Kerkstraat (Leeuwarden)
De Grote Kerkstraat is een straat in de binnenstad van Leeuwarden in de Nederlandse provincie Friesland.

## Beschrijving
De straat, Kerkstraete (1549) en Grote Kerckstraete (1552), is genoemd naar de O.L.V. kerk van Nijehove (gesloopt in 1765). De Grote Kerkstraat telt 38 rijksmonumenten.

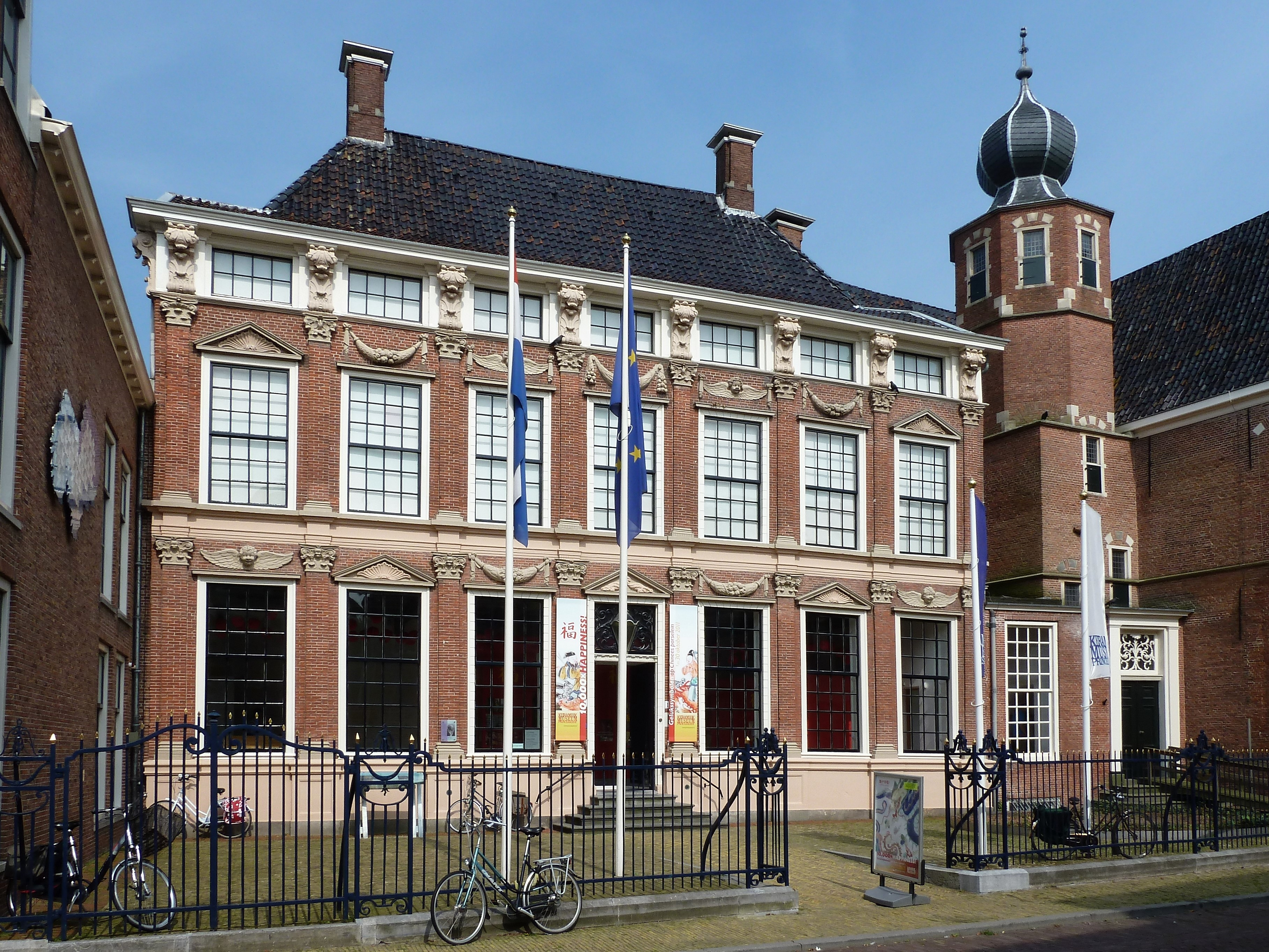
Princessehof
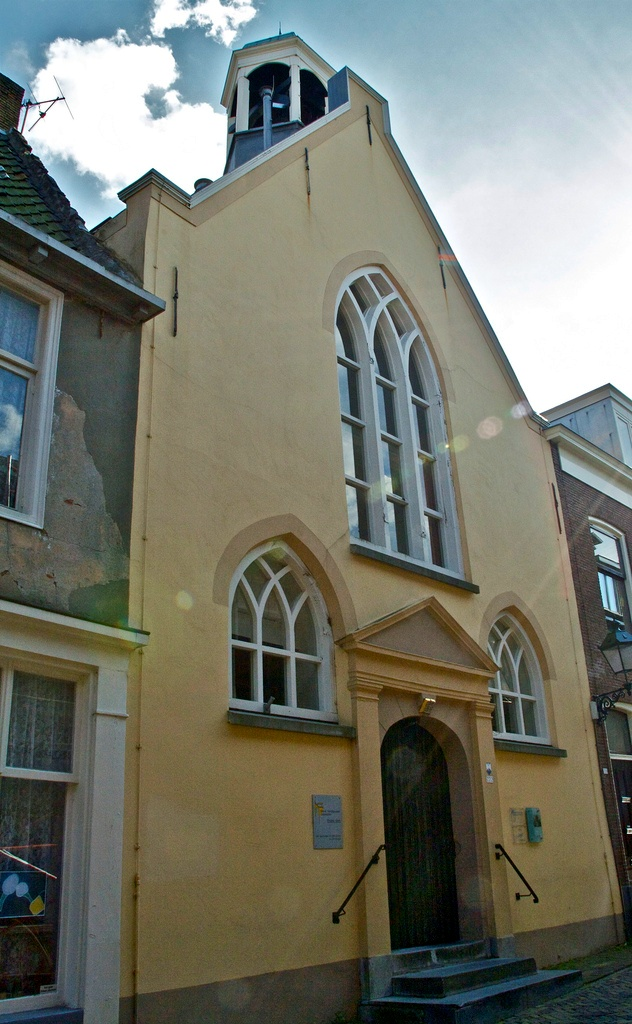
Waalse kerk
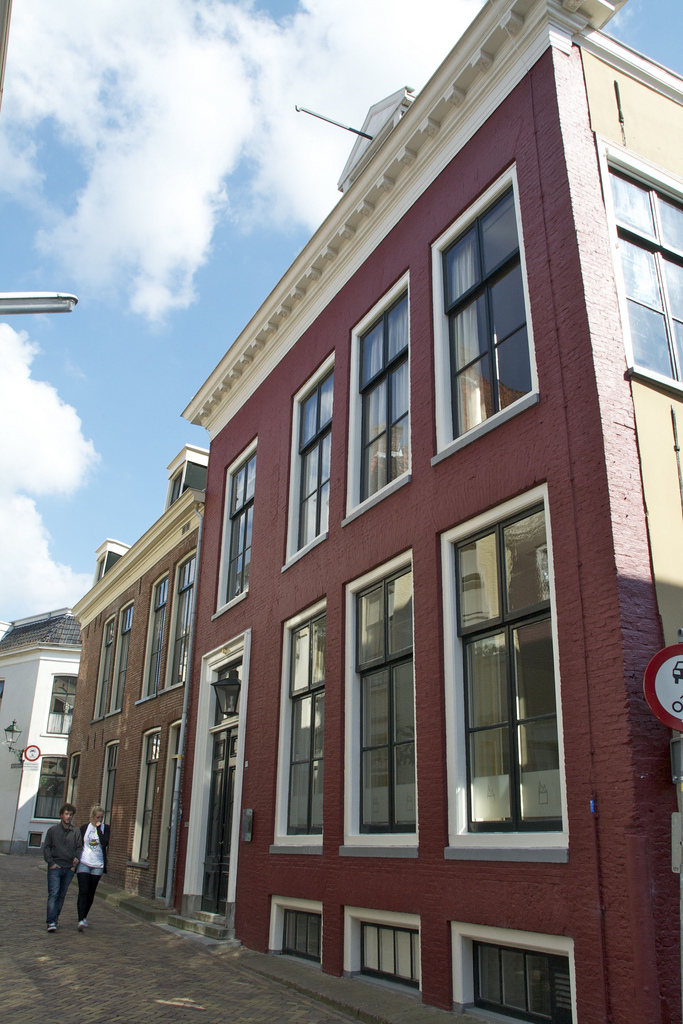
Grote Kerkstraat 212. Hier woonde (toen nr. 28) Margaretha Zelle (Mata Hari) in de periode 1883-1889.
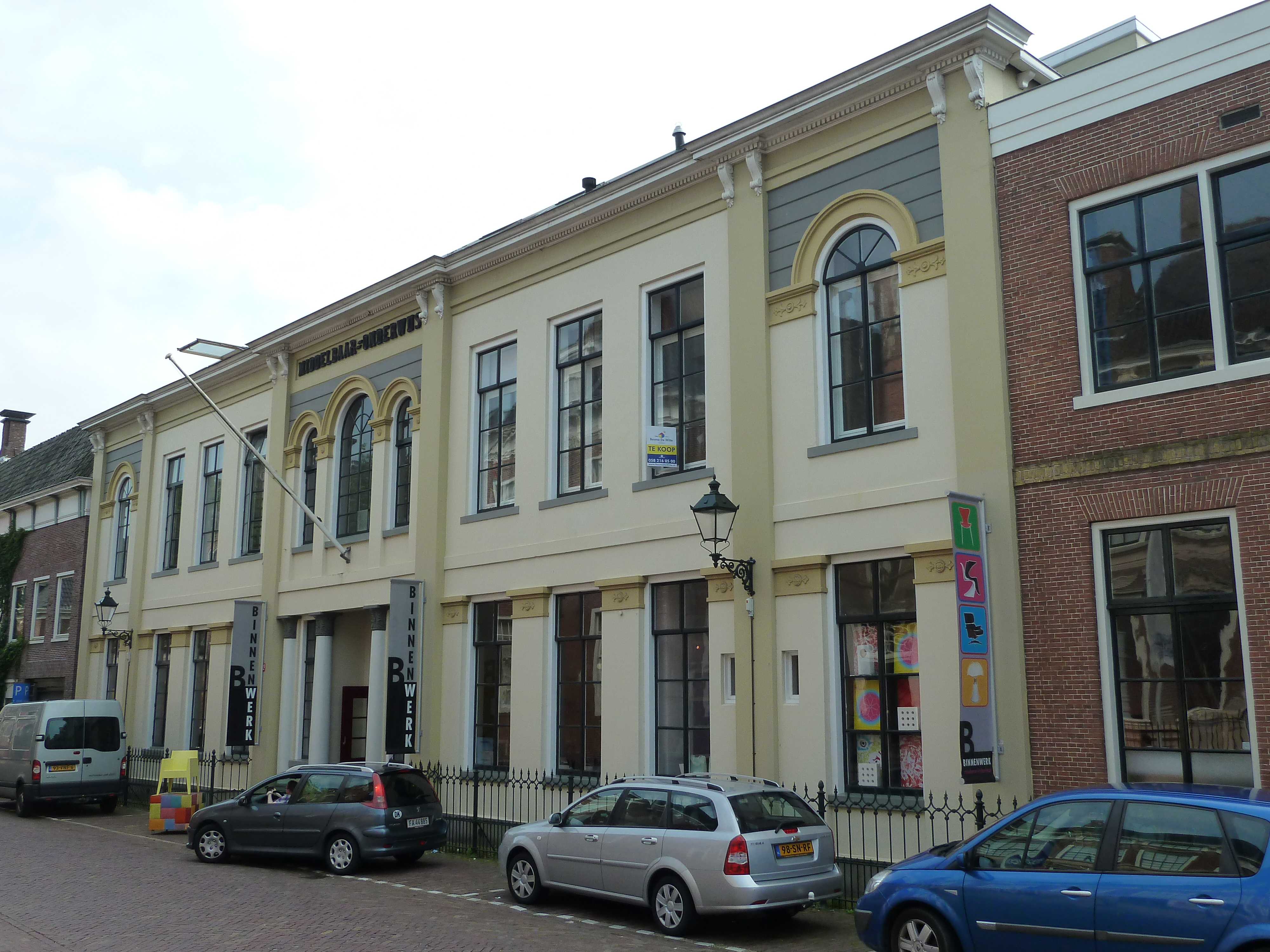
Voormalige Middelbare Meisjes School. Architect Th. A. Romein.